# Terry Harknett
Terry Harknett, né le 14 décembre 1936 dans le comté d'Essex en Angleterre et mort le 23 janvier 2019, est un prolifique écrivain britannique utilisant un grand nombre de pseudonymes. 

## Biographie
Pour Claude Mesplède et Jean-Jacques Schleret il est le « pendant anglais de Michael Avallone par son abondante production littéraire : westerns, polars, novélisations (il se vante d’écrire un livre chaque mois) et par ses nombreux pseudonymes ».
Une partie de son œuvre est écrite en collaboration avec Kenneth Bulmer et John Harvey. Il est également le nègre littéraire de Peter Haining.

## Œuvre

### Romans signés Terry Harknett

#### SérieSteve Wayne
- The Benevolent Blackmailer (1962)
- The Scratch on the Surface (1962)
- Dead Little Rich Girl (1963)
- Invitation to a Funeral (1963)
- The Evil Money (1964)
- The Man Who Did Not Die (1964)
- The Two-Way Frame (1967)
- Death of an Aunt (1967)
- The Softcover Kill (1971)
- Upmarket Affair (1973)

#### Série Crown
- The Sweet and Sour Kill (1970)
- Macao Mayhem (1974)
- Bamboo Shoot-out (1975)

#### Autres romans
- Promotion Tour (1972)
- The Hero (1974) (coécrit avec Peter Haining)

### Romans signés Thomas H. Stone

#### SérieChester Fortune
- Stopover for Murder (1970)
- Dead Set (1972)
- One Horse Race (1972)
- Black Death (1973)

#### Autre roman
- Squeeze Play (1973)

### Romans signés William Terry
- Once a Copper (1965)
- Red Sun (1972) Publié en français sous le titre Soleil rouge, traduit par Maj Berg, Paris, Gallimard, coll. « Série noire » no 1579, 1973  (ISBN 2-07-048579-X)

### Romans signés William Pine
- The Protectors (1967)

### Romans signés Jane Harmon
- W.I.T.C.H. (1971)

### Romans signés George G. Gilman

#### SérieEdge
- The Loner (1972)
- Ten Grand (1972) (autre titre Ten Thousand Dollar American)
- Apache Death (1972)
- Killer's Breed (1972)
- Blood on Silver (1972)
- The Blue, the Grey and the Red (1973) (autre titre Red River)
- California Killing (1973)
- Hell's 7 (1973) (autre titre Seven Out of Hell)
- Seven Out of Hell (2012)
- Bloody Summer (1973)
- Vengeance Is Black (1973)
- Sioux Uprising (1974)
- Death's Bounty (1974) (autre titre Biggest Bounty)
- A Town Called Hate (1974) (autre titre The Hated)
- Big Gold (1974) (autre titre Tiger's Gold)
- Blood Run (1975) (autre titre Paradise Loses)
- The Final Shot (1975)
- Vengeance Valley (1975)
- Ten Tombstones to Texas (1976)
- Ashes and Dust (1976)
- Sullivan's Law (1976)
- Rhapsody in Red (1977)
- Slaughter Road (1977)
- Echoes of War (1977)
- The Day Democracy Died (1977) (autre titre Slaughterday)
- Violence Trail (1978)
- Savage Dawn (1978)
- Death Drive (1978)
- Eve of Evil (1978)
- The Living, the Dying and the Dead (1978)
- Waiting for a Train (1979) (autre titre Towering Nightmare)
- The Guilty Ones (1979)
- The Frightened Gun (1979)
- Red Fury (1980)
- A Ride in the Sun (1980)
- Death Deal (1980)
- Town on Trial (1981)
- Vengeance at Ventura (1981)
- Massacre Mission (1981)
- The Prisoners (1981)
- Montana Melodrama (1982)
- The Killing Claim (1982)
- Bloody Sunrise (1982)
- Arapaho Revenge (1983)
- The Blind Side (1983)
- House On the Range (1983)
- The Godforsaken (1984)
- The Moving Cage (1984)
- School for Slaughter (1985)
- Revenge Ride (1985)
- Shadow of the Gallows (1985)
- A Time for Killing (1986)
- Brutal Border (1986)
- Hitting Paydirt (1986)
- Backshot (1987)
- Uneasy Riders (1987)
- Doom Town (1987)
- Dying Is for Ever (1988)
- The Desperadoes (1988)
- Terror Town (1988)
- The Breed Woman (1989)
- The Rifle (1989)

#### SérieAdam Steel
- Violent Peace (1974)
- Rebels and Assassins Die Hard (1974)
- Bounty Hunter (1974)
- Hell's Junction (1974)
- Valley of Blood (1975)
- Gun Run (1975)
- Killing Art (1975)
- Crossfire (1976)
- Comanche Carnage (1976)
- Badge in the Dust (1976)
- The Losers (1976)
- Lynch Town (1976)
- Death Trail (1977)
- Bloody Border (1977)
- Delta Duel (1977)
- River of Death (1977)
- Nightmare at Noon (1978)
- Satan's Daughters (1978)
- The Hard Way (1978)
- The Tarnished Star (1979)
- Wanted For Murder (1979)
- Wagons East (1979)
- The Big Game (1979)
- Fort Despair (1979)
- Manhunt (1980)
- Steele's War: The Woman (1980)
- Steele's War: The Preacher (1981)
- Steele's War: The Storekeeper (1981)
- Steele's War: The Stranger (1981)
- The Big Prize (1981)
- The Killer Mountains (1982)
- The Cheaters (1982)
- The Wrong Man (1982)
- Valley of the Shadow (1983)
- The Runaway (1983)
- Stranger in a Strange Town (1983)
- Hell Raisers (1984)
- Canyon of Death (1985)
- High Stakes (1985)
- Rough Justice (1985)
- Sunset Ride (1986)
- The Killing Strain (1986)
- The Big Gunfight (1987)
- The Hunted (1987)
- Code of the West (1987)
- The Outcasts (1987)
- The Return (1988)
- Trouble in Paradise (1988)
- Going Back (1989)
- The Long Shadow (1989)

#### SérieEdge Meets Steele
- Two of a Kind (1980)
- Matching Pair (1982)

#### SérieUndertaker
- Black as Death (1981)
- Destined to Die (1981)
- Funeral by the Sea (1981)
- 'Three Graves to a Showdown (1982)
- Back from the Dead (1982)
- Death in the Desert (1982)

#### SérieEdge: The Return
- The Quiet Gun (2011)
- The Deputy (2011)
- The Outrage (2011)
- Killing Time in Eternity (2011)
- Name on the Bullet (2012)

### Romans signés Adam Hardy coécrit avecKenneth Bulmer

#### SérieGeorge Abercrombie Fox
- The Press Gang (1972)
- Prize Money (1973)
- Siege (1973) (autre titre Savage Siege)
- Treasure (1973) (autre titre The Treasure Map)
- Powder Monkey (1974) (autre titre Sailor's Blood)
- Blood for Breakfast (1974) (autre titre Sea of Gold)
- Court Martial (1974)
- Battle Smoke (1974)
- Cut and Thrust (1974)
- Boarders Away (1975)
- The Fireship (1975)
- Blood Beach (1975)
- Sea Flame (1976)
- Close Quarters (1977)

#### SérieStrike Force Falklands
- Operation Exocet (1984)
- Raiders' Dawn (1984)
- Red Alert (1984)
- Recce Patrol (1985)
- Covert Op (1985)
- Ware Mines (1985)

### Romans signés Joseph Hedges

#### SérieRevenger
- Funeral Rites (1973)
- Arms for Oblivion (1973)
- The Chinese Coffin (1974)
- The Gold Plated Hearse (1974)
- Rainbow Coloured Shroud (1974)
- Corpse on Ice (1975)
- Mile Deep Grave (1975)
- Mexican Mourning (1975)
- The Stainless Steel Wreath (1975)
- The Chauffeur-Driven Pyre (1976)
- The Gates of Death (1976)
- Angel of Destruction (1977)

### Romans signés William M. James coécrit avecJohn Harveyet Laurence James

#### SérieApache
- The First Death (1974)
- Knife in the Night (1974)
- Duel to the Death (1975)
- The Death Train (1975)
- Fort Treachery (1975)
- Sonora Slaughter (1976)
- Blood Line (1976)
- Blood On the Tracks (1977)
- Naked and the Savage (1977)
- All Blood Is Red (1977)
- The Cruel Trail (1978)
- Fool's Gold (1978)
- Best Man (1979)
- Born to Die (1979)
- Blood Rising (1979)
- Texas Killing (1980)
- Blood Brother (1980)
- Slow Dying (1980)
- Fast Living (1981)
- Death Dragon (1981)
- Blood Wedding (1981)
- Border Killing (1982)
- Death Valley (1982)
- Death Ride (1983)
- Times Past (1983)
- The Hanging (1983)
- Debt of Blood (1984)

### Romans signés Charles R. Pike coécrit avec Kenneth Bulmer  et Angus Wells

#### SérieJubal Cade
- The Killing Trail (1974)
- Double Cross (1974)
- The Hugry Gun (1975)
- Killer Silver (1975)
- 'Vengeance Hunt (1976)
- The Burning Man (1976)
- The Golden Dead (1976)
- Death Wears Grey (1976)
- Days of Blood (1977)
- The Killing Ground (1977)
- Brand of Vengeance (1978)
- Bounty Road (1978)
- Ashes and Blood (1979)
- The Death Pit (1980)
- Angel of Death (1980)
- Mourning Is Red (1981)
- Bloody Christmas (1981)
- Time of the Damned (1982)
- The Waiting Game (1982)
- Spoils of War (1982)
- The Violent Land (1983)
- Gallows Bait (1983)

### Ouvrages non fictionnels signés Terry Harknett
- The Balearic Islands (1972)
- The Caribbean (1972)

## Sources
- Claude Mesplède, Les années "Série noire" bibliographie critique d'une collection policière, t. 4 : 1972-1982, Amiens, Encrage, coll. « Travaux » (no 25), 1995, 318 p. (ISBN 978-2-906389-63-2), p. 53.
- Claude Mesplède et Jean-Jacques Schleret, SN, voyage au bout de la Noire : inventaire de 732 auteurs et de leurs œuvres publiés en séries Noire et Blème : suivi d'une filmographie complète, Paris, Futuropolis, 1982 (OCLC 11972030), p. 352-353